# Англичани
Англичаните са народ, основно население на Англия, където са съсредоточени половината от англичаните. Другата половина са най-вече в САЩ, Австралия и Канада.
Те са от европеидната раса. Английската идентично произлиза от ранното средновековие, когато в староанглийския са наричани Angelcynn („семейство на англите“). Етнонимът дължи името си на англите – германско племе, което мигрира към територията на днешна Великобритания през 5 век.
Днешните англичани произлизат от две главни исторически групи: германските племена, които се заселват в южните части на Британия след изтеглянето на римляните (включително англи, саксонци, юти и фризийци), и латинизираните брити, които вече живеят там. Познати под общото наименование англо-саксонци, те създават основата на бъдещото Кралство Англия в началото на 10 век в отговор на нахлуването и заселването на дани към края на века. Това е последвано от норманско завоевание и ограничено заселване на англо-нормани в Англия към края на 11 век. През 1707 г. Кралство Англия и Кралство Шотландия се обединяват и стават Кралство Великобритания. С течение на времето, английските обичаи и идентичност стават тясно свързани с британските обичаи и идентичност въобще.